# فری ویرتمن
فری ویرتمن (هلندی: Ferry Weertman؛ زادهٔ ۲۷ ژوئن ۱۹۹۲) یک شناگر اهل هلند است.
وی در مسابقات کشوری و بین‌المللی در مجموع برنده ۴ مدال طلا، ۲ مدال نقره شده‌است. از افتخارات ویترمن میتوان به کسب مدال طلا ۱۰ کیلومتر آب‌های آزاد در بازی‌های المپیک تابستانی ۲۰۱۶ اشاره کرد.